# Jimmy Dean
Ne doit pas être confondu avec James Dean.
Jimmy Dean, né le 10 août 1928 à Plainview (Texas) et mort le 13 juin 2010 à Varina (en) (Virginie), est un acteur, musicien, chanteur de country et homme d'affaires américain.
Il interprète notamment le richissime milliardaire Willard Whyte dans Les diamants sont éternels.